# یاکوب گیرشائو
یاکوب گیرشائو (لهستانی: Jakub Gierszał؛ زادهٔ ۲۰ مارس ۱۹۸۸) بازیگر اهل لهستان است. وی از سال ۲۰۰۹ میلادی تاکنون مشغول فعالیت بوده‌است.
از فیلم‌ها یا برنامه‌های تلویزیونی که وی در آن نقش داشته‌است، می‌توان به یوما، ماندگار، تمام آنچه بدان عشق می‌ورزم، خیوکا، درهم‌شکستن محدودیت‌ها، اتاق خودکشی، ردپا و لیور اشاره کرد.